# Aliuska López
Aliuska Yanira López Pedroso (Havana, 29 de agosto de 1969) é uma antiga atleta espanhola de origem cubana, especialista em corridas de barreiras altas. Foi campeã mundial júnior em 1988 e campeã mundial indoor em 1995. Para além destes, Aliuska tem vários outros títulos que ganhou em representação do seu país natal, antes de optar pela nacionalidade espanhola já perto do final da sua carreira.
É ainda hoje a detentora do recorde mundial dos 100 metros com barreiras nos escalão de juniores, quando se classificou em 2º lugar na final da Universíada de Verão de 1987, em Zagreb..
Esteve presente em quatro edições dos Jogos Olímpicos (1992, 1996, 2000 e 2004), mas só por duas vezes atingiu a final, sem no entanto chegar aos lugares de acesso às medalhas: 6ª classificada nos Jogos de Barcelona 1992 e 5ª classificada nos Jogos de Sydney 2000.
Aliuska é prima do saltador em comprimento Iván Pedroso.